# Ernesto Maserati

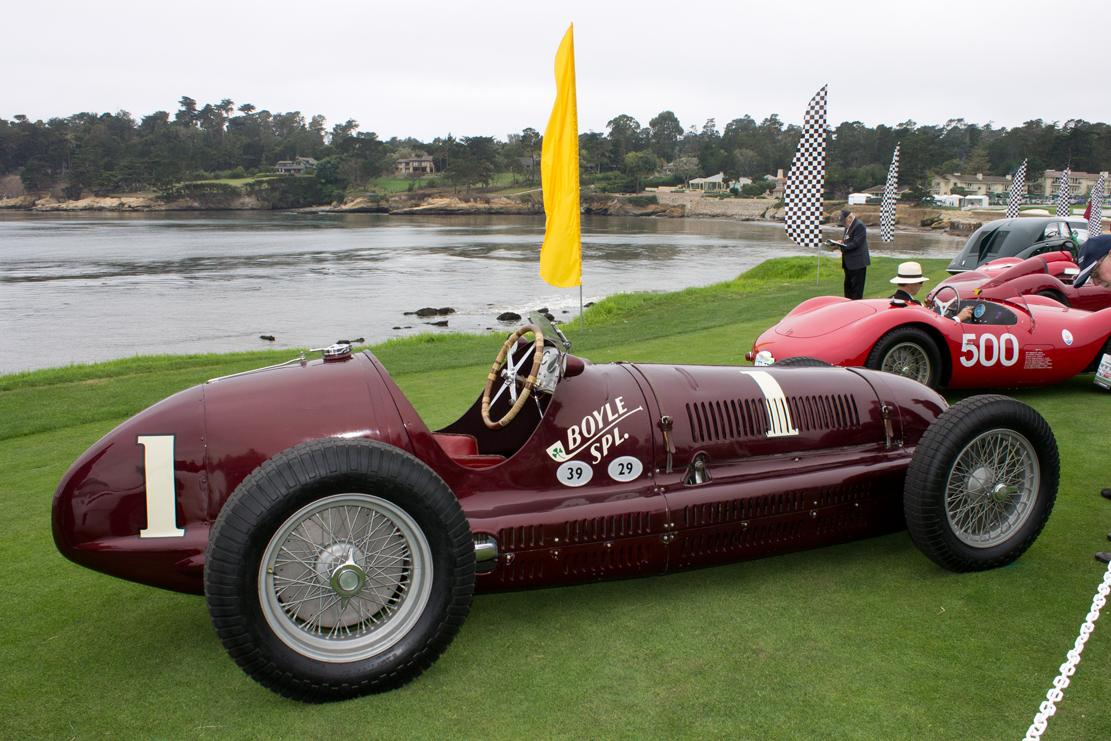
Maserati 8CTF konstruovaný Ernestem Maseratim

Ernesto Maserati (4. srpna 1898 Voghera – 12. ledna 1975 Bologna) byl italský automobilový závodník, konstruktér a podnikatel.

## Život
Ernesto Maserati se narodil v roce 1898 jako nejmladší ze sedmi bratrů v rodině strojvedoucího ve městě Voghera v Lombardii.
Společně se svými bratry Alfierim a Ettorem založil 1. prosince 1914 v Boloni automobilku Maserati. Během první světové války vedl Ernesto Maserati společnost sám, protože jeho bratři byli povoláni na frontu.
Závodní kariéru začal Maserati v roce 1924. V letech 1927 a 1930 za volantem vozu Maserati Tipo 26 zvítězil v italském mistrovství. V Mistrovství Evropy 1931 zvítězil s vozem Maserati V4 při Gran Premio di Roma na trati Pista del Littorio. Stejného úspěchu dosáhl i ve Velké ceně Tuniska na okruhu Carthage Grand Prix Circuit ve třídě voiturette.
V letech 1931 a 1932 se Ernesto Maserati zúčastnil také závodů v Československu na Masarykově okruhu v Brně. V roce 1931 (2. ročník) v silnější kategorii jel s vozem Maserati 26M (8C-2800). Nedojel však pro poruchu nápravy, odpadl v 15. kole ze 17, když po 12. kole ještě jezdil na 2. místě. V roce 1932  (3. ročník) závodil v slabší kategorii do 1 500 cm³ s vozem Maserati 4CM 1100 a dojel na 4. místě. V tomto závodě se po 2. kole se ujal vedení před Burggallerem a Veyronem. V tomto pořadí Maserati, poté Burggaller a po značném odstupu Veyron vozy jezdily až do posledního kola, kdy si osud zahrál s vedoucím Maseratim. Těsně před první zatáčkou za Žebětínem si Ital všiml, že na jeho voze není něco v pořádku. Zastavil, vystoupil z vozu ven a snažil se chybu rychle napravit. Chtěl pokračovat, než ho předjede blížící se Burggaller. Znovu vyrazil na trať, ale po ujetí sotva 20 metrů vyšlehly z jeho motoru jasné plameny a donutilo ho znovu zastavit. Sotva Maserati s pomocí statečných diváků uhasil plameny, projel kolem Burggaller. Mnoho času pak ztratil při opravě karburátoru, zatímco Veyron a Sojka projeli také kolem. Maserati nakonec dokázal dokončit závod na čtvrtém místě, morálním vítězem však zůstal, byť se vyskytly názory, že by měl být diskvalifikován, protože k opravě vozu použil snad nářadí nevezeného sebou.
Po smrti bratra Alfieriho v roce 1932 se Ernesto Maserati stal generálním ředitelem a šéfkonstruktérem Maserati. Konstruoval závodní vozy a kromě toho byl v této době jediným továrním jezdcem firmy.
V roce 1937 museli bratři Maserati v důsledku finančních těžkostí firmu prodat investiční skupině v čele s Adolfem Orsim, podepsali s ní ale ještě desetiletý závazek. Během druhé světové války se Ernesto Maserati podílel na vývoji vozu Maserati A6. V roce 1947 firmu opustil a společně s bratry Ettorem a Bindem založil další firmu vyrábějící automobily – Officine Specializzata Costruzioni Automobili (OSCA).
Ernesto Maserati zemřel v roce 1975 v Bologni.